# Premiul criticilor de film din New York pentru cel mai bun film
Premiul criticilor de film din New York pentru cel mai bun film este unul dintre premiile acordate anual de către criticii din New York în onoarea celui mai bun film.

## Câștigători

### Anii 1930
| An   | Câștigător              | Regizor(i)       |
| ---- | ----------------------- | ---------------- |
| 1935 | The Informer            | John Ford        |
| 1936 | Mr. Deeds Goes to Town  | Frank Capra      |
| 1937 | The Life of Emile Zola* | William Dieterle |
| 1938 | The Citadel             | King Vidor       |
| 1939 | Wuthering Heights       | William Wyler    |

### Anii 1940
| An   | Câștigător                       | Regizor(i)                |
| ---- | -------------------------------- | ------------------------- |
| 1940 | The Grapes of Wrath              | John Ford                 |
| 1941 | Citizen Kane                     | Orson Welles              |
| 1942 | In Which We Serve                | Noël Coward și David Lean |
| 1943 | Watch on the Rhine               | Herman Shumlin            |
| 1944 | Going My Way *                   | Leo McCarey               |
| 1945 | The Lost Weekend *               | Billy Wilder              |
| 1946 | The Best Years of Our Lives *    | William Wyler             |
| 1947 | Gentleman's Agreement *          | Elia Kazan                |
| 1948 | The Treasure of the Sierra Madre | John Huston               |
| 1949 | All the King's Men *             | Robert Rossen             |

### Anii 1950
| An   | Câștigător                        | Regizor(i)           |
| ---- | --------------------------------- | -------------------- |
| 1950 | All About Eve *                   | Joseph L. Mankiewicz |
| 1951 | A Streetcar Named Desire          | Elia Kazan           |
| 1952 | High Noon                         | Fred Zinnemann       |
| 1953 | From Here to Eternity *           | Fred Zinnemann       |
| 1954 | On the Waterfront *               | Elia Kazan           |
| 1955 | Marty *                           | Delbert Mann         |
| 1956 | Around the World in Eighty Days * | Michael Anderson     |
| 1957 | The Bridge on the River Kwai *    | David Lean           |
| 1958 | The Defiant Ones                  | Stanley Kramer       |
| 1959 | Ben-Hur *                         | William Wyler        |

### Anii 1960
| An   | Câștigător                        | Regizor(i)                        |                                   |
| ---- | --------------------------------- | --------------------------------- | --------------------------------- |
| 1960 | The Apartment *                   | Billy Wilder                      |                                   |
| 1960 | Sons and Lovers                   | Jack Cardiff                      |                                   |
| 1961 | West Side Story *                 | Jerome Robbins și Robert Wise     |                                   |
| 1962 | Nu s-a acordat (grevă a ziarului) | Nu s-a acordat (grevă a ziarului) | Nu s-a acordat (grevă a ziarului) |
| 1963 | Tom Jones *                       | Tony Richardson                   |                                   |
| 1964 | My Fair Lady *                    | George Cukor                      |                                   |
| 1965 | Darling                           | John Schlesinger                  |                                   |
| 1966 | Un om pentru eternitate *         | Fred Zinnemann                    |                                   |
| 1967 | In the Heat of the Night *        | Norman Jewison                    |                                   |
| 1968 | The Lion in Winter                | Anthony Harvey                    |                                   |
| 1969 | Z                                 | Costa-Gavras                      |                                   |

### Anii 1970
| An   | Câștigător                              | Regizor(i)        |
| ---- | --------------------------------------- | ----------------- |
| 1970 | Five Easy Pieces                        | Bob Rafelson      |
| 1971 | A Clockwork Orange                      | Stanley Kubrick   |
| 1972 | Cries and Whispers (Viskningar och rop) | Ingmar Bergman    |
| 1973 | Day for Night (La nuit américaine)      | François Truffaut |
| 1974 | Amarcord                                | Federico Fellini  |
| 1975 | Nashville                               | Robert Altman     |
| 1976 | All the President's Men                 | Alan J. Pakula    |
| 1977 | Annie Hall *                            | Woody Allen       |
| 1978 | The Deer Hunter *                       | Michael Cimino    |
| 1979 | Kramer vs. Kramer *                     | Robert Benton     |

### Anii 1980
| An   | Câștigător             | Regizor(i)           |
| ---- | ---------------------- | -------------------- |
| 1980 | Ordinary People *      | Robert Redford       |
| 1981 | Reds                   | Warren Beatty        |
| 1982 | Gandhi *               | Richard Attenborough |
| 1983 | Terms of Endearment *  | James L. Brooks      |
| 1984 | A Passage to India     | David Lean           |
| 1985 | Prizzi's Honor         | John Huston          |
| 1986 | Hannah and Her Sisters | Woody Allen          |
| 1987 | Broadcast News         | James L. Brooks      |
| 1988 | The Accidental Tourist | Lawrence Kasdan      |
| 1989 | My Left Foot           | Jim Sheridan         |

### Anii 1990
| An   | Câștigător                 | Regizor(i)       |
| ---- | -------------------------- | ---------------- |
| 1990 | Goodfellas                 | Martin Scorsese  |
| 1991 | The Silence of the Lambs * | Jonathan Demme   |
| 1992 | The Player                 | Robert Altman    |
| 1993 | Schindler's List *         | Steven Spielberg |
| 1994 | Quiz Show                  | Robert Redford   |
| 1995 | Leaving Las Vegas          | Mike Figgis      |
| 1996 | Fargo                      | Joel Coen        |
| 1997 | L.A. Confidential          | Curtis Hanson    |
| 1998 | Saving Private Ryan        | Steven Spielberg |
| 1999 | Topsy-Turvy                | Mike Leigh       |

### Anii 2000
| An   | Câștigător                                      | Regizor(i)         |
| ---- | ----------------------------------------------- | ------------------ |
| 2000 | Traffic                                         | Steven Soderbergh  |
| 2001 | Mulholland Drive                                | David Lynch        |
| 2002 | Far from Heaven                                 | Todd Haynes        |
| 2003 | The Lord of the Rings: The Return of the King * | Peter Jackson      |
| 2004 | Sideways                                        | Alexander Payne    |
| 2005 | Brokeback Mountain                              | Ang Lee            |
| 2006 | United 93                                       | Paul Greengrass    |
| 2007 | No Country for Old Men *                        | Joel și Ethan Coen |
| 2008 | Milk                                            | Gus Van Sant       |
| 2009 | The Hurt Locker *                               | Kathryn Bigelow    |

### Anii 2010
| An   | Câștigător         | Regizor(i)          |
| ---- | ------------------ | ------------------- |
| 2010 | The Social Network | David Fincher       |
| 2011 | The Artist *       | Michel Hazanavicius |
| 2012 | Zero Dark Thirty   | Kathryn Bigelow     |
| 2013 | American Hustle    | David O. Russell    |
| 2014 | Boyhood            | Richard Linklater   |
| 2015 | Carol              | Todd Haynes         |
| 2016 | La La Land         | Damien Chazelle     |
| 2017 | Lady Bird          | Greta Gerwig        |

## Vezi și
- Premiul criticilor de film din New York
- Premiul criticilor de film din New York pentru cel mai bun actor
- Premiul criticilor de film din New York pentru cea mai bună actriță
- Premiul criticilor de film din New York pentru cel mai bun regizor
- Premiul criticilor de film din New York pentru cel mai bun scenariu
- Premiul criticilor de film din New York pentru cel mai bun actor în rol secundar
- Premiul criticilor de film din New York pentru cea mai bună actriță în rol secundar